# Justyna Płotka-Wasylka
Justyna Płotka-Wasylka – polska chemiczka, dr hab. nauk chemicznych, profesor uczelni w Katedrze Chemii Analitycznej Politechniki Gdańskiej.

## Życiorys
Ukończyła studia na Wydziale Chemicznym Politechniki Gdańskiej i rozpoczęła pracę naukową na tej uczelni. W 2014 uzyskała stopień doktora nauk chemicznych. Tematem jej rozprawy doktorskiej były Charakterystyka składu enancjomerycznego oraz profilu zanieczyszczeń próbek metyloamfetaminy oraz jej chlorowanych półproduktów otrzymanych metodą Emde stosowaną w nielegalnych laboratoriach. W 2019 roku, na podstawie rozprawy Określenie jakości wyrobów winiarskich produkcji krajowej w odniesieniu do zawartości wybranych amin biogennych oraz parametrów fizykochemicznych z poszanowaniem zasad Zielonej Chemii Analitycznej, uzyskała stopień doktora habilitowanego.